# Moranbong
Moranbong (kor. 모란봉구역, Moranbong-guyŏk) – jedna z 19 dzielnic stolicy Korei Północnej, Pjongjangu. Znajduje się w pobliżu centralnej części miasta, graniczy ze Śródmieściem. W 2008 roku liczyła 143 404 mieszkańców. Składa się z 17 osiedli (kor. dong). Graniczy z centralną dzielnicą Chung od południa, a także z dzielnicami Pot’onggang od południowego zachodu, Sŏsŏng od północnego zachodu i Taesŏng od wschodu. Na terenie dzielnicy znajdują się cztery stacje pjongjańskiego metra, obsługujące linie Ch’ŏllima i Hyŏksin: T’ŏngil („Zjednoczenie”), Kaesŏn („Triumf”), Chŏnu („Towarzysz broni”) i Chŏnsŭng (trzy pierwsze stacje na linii Ch’ŏllima, stacja Chŏnsŭng na linii Hyŏksin; „Całkowite zwycięstwo”).

## Historia
Dzielnica powstała w październiku 1960 roku z połączenia 13 osiedli dzielnicy Sŏsŏng i dwóch należących do dzielnicy Taesŏng.

## Podział administracyjny dzielnicy
W skład dzielnicy wchodzą następujące jednostki administracyjne:
| Nazwa jednostki administracyjnej | Rodzaj jednostki administracyjnej | Chosŏn’gŭl | Hancha    |
| -------------------------------- | --------------------------------- | ---------- | --------- |
| Puksae-dong                      | osiedle                           | 북새동     | 北塞洞    |
| Sŏhŭng-dong                      | osiedle                           | 서흥동     | 西興洞    |
| Inhŭng-1-dong                    | osiedle                           | 인흥1동    | 仁興1洞   |
| Inhŭng-2-dong                    | osiedle                           | 인흥2동    | 仁興2洞   |
| Wŏlhyang-dong                    | osiedle                           | 월향동     | 月香洞    |
| Chinhŭng-dong                    | osiedle                           | 진흥동     | 進興洞    |
| Kinmaŭl-1-dong                   | osiedle                           | 긴마을1동  | 긴마을1동 |
| Kinmaŭl-2-dong                   | osiedle                           | 긴마을2동  | 긴마을2동 |
| Pip'a-1-dong                     | osiedle                           | 비파1동    | 琵琶1洞   |
| Pip'a-2-dong                     | osiedle                           | 비파2동    | 琵琶2洞   |
| Minhŭng-dong                     | osiedle                           | 민흥동     | 民興洞    |
| Hŭngbu-dong                      | osiedle                           | 흥부동     | 興富洞    |
| Chŏnsŭng-dong                    | osiedle                           | 전승동     | 戰勝洞    |
| Chŏn'u-dong                      | osiedle                           | 전우동     | 戰友洞    |
| Kaesŏn-dong                      | osiedle                           | 개선동     | 凱旋洞    |
| Sŏngbuk-dong                     | osiedle                           | 성북동     | 城北洞    |
| Changhyŏn-dong                   | osiedle                           | 장현동     | 長峴洞    |

## Ważne miejsca na terenie dzielnicy
- Łuk Triumfalny
- Teatr Moranbong
- Dom Kultury im. 8 lutego
- Dom Towarowy Pjongjang-Zachód